# 旭川市立向陵小学校
旭川市立向陵小学校（あさひかわしりつ こうりょうしょうがっこう）は、北海道旭川市にある公立小学校。所在地は北海道旭川市住吉5条1丁目。道路を挟んで隣には北星中学校がある。2017年5月現在、1から6年生各2組、特別支援学級0組となっている。

## 学校名の由来
陵に向かう。即ち高きに向かって一歩一歩前進する。単に高きを仰ぎ理想を夢みるというのではなく、確実に足をふんまえて力強く前進する努力を惜しまない人間に育ってもらいたい願いをこめて命名された。名付け親は開校当時の旭川市長坂東幸太郎。

## 沿革
- 1952年（昭和27年）6月 - 大町13丁目横春光1区番地外旧憲兵隊横市有地（現在の住吉5条）に大町小学校の分校として起工式。
- 1953年（昭和28年）
  - 1月 - 大有小学校から5学年312人（5学級）が移駐して授業開始。
  - 4月 - 上記児童が大有小学校本校に復帰し、交代として新5学年300人（6学級）が分校に移駐し昭和28年度授業開始。
  - 5月 - 校名を向陵小学校に決定。旭川市長（当時）坂東幸太郎が命名。6月大有小学校より356人、北鎮小学校から24人、合計380人で開校。
- 1955年（昭和30年）11月 - 校歌制定。
- 1968年（昭和43年）
  - 1月 - 通学区調整により北鎮小学校より485人転入。
  - 5月 - 学級編成32学級、児童総数1,305人（当校歴史上最高）
  - 11月 - 離別式。北光小学校開校により485人移籍。
- 1973年（昭和48年）5月 - 養護学級開設。
- 1986年（昭和61年）2月 - 校舎改築落成記念式典。現在の校舎となる（願い記入の風船を放ち、別海町まで届く〉。
- 1992年（平成4年）4月 - 情緒障害学級開設。（2学級）
- 1993年（平成5年）8月 - ベラルーシ共和国被爆児童来校。
- 1995年（平成7年）4月 - 桜100本植樹。
- 1997年（平成9年）9月 - 親子交流会「スタンプラリー」開催。
- 2001年（平成13年）3月 - パソコン導入。パソコン室設置（第2理科室転用）。
- 2002年（平成14年）4月 - 肢体不自由学級開設。開校50周年記念事業協賛会設立。
- 2003年（平成15年）2月 - 開校50周年記念式典（地域参観日を兼ねる）。

## 教育目標
- よく考え 創りだす子
- やさしく 思いやる子
- たくましく がんばる子

## 児童数
2003年2月現在、1年生65人、2年生53人、3年生50人、4年生57人、5年生48人、6年生50人、合計323人となっている。